# NGC 6642
NGC 6642 هي مجرة تتبع كوكبة الرامي. اكتشفها ويليام هيرشل في 7 أغسطس 1784.

## روابط خارجية
- NGC 6642 على موقع ويكي سكاي: DSS2, SDSS, GALEX, IRAS, Hydrogen α, X-Ray, Astrophoto, Sky Map, Articles and images